# Adam Stach
Adam Stach (ur. 12 stycznia 1953 w Troksie) – polski samorządowiec, przedsiębiorca i ekonomista, doktor nauk ekonomicznych, w latach 2008–2010 wicemarszałek województwa śląskiego.

## Życiorys
Ukończył zasadniczą szkołę zawodową, a następnie technikum. Absolwent Wydziału Nauk Społeczno-Ekonomicznych Akademii Nauk Społecznych przy KC PZPR w Warszawie. Na tej uczelni w 1990 obronił pracę doktorską pt. Czynnik ludzki w Rolniczych Spółdzielniach Produkcyjnych i jego problemy aktywizacji. Specjalizował się w zakresie ekonomiki rolnictwa; wykładał m.in. w Wyższej Szkole Humanitas w Sosnowcu i Wyższej Szkole Biznesu w Dąbrowie Górniczej. Uzyskał także uprawnienia doradcy podatkowego i został biegłym sądowym w zakresie finansów i rachunkowości.
W latach 1972–1977 pracował w Kombinacie Górniczo-Hutniczym w Bukownie i w Kopalni Olkusz-Pomorzany, następnie do 1982 kierował produkcją rolną w Rolniczej Spółdzielni Produkcyjnej Olkusz. Od 1982 do 1989 szefował Młodzieżowej Spółdzielni Pracy w Olkuszu, po czym do 1993 pozostawał dyrektorem finansowym w przedsiębiorstwach MERBUD w Warszawie i AGRO-COMPLEX w Mysłowicach. Od 1994 kieruje przedsiębiorstwem „Audytor” w Mysłowicach, zajmującym się badaniem sprawozdań finansowych. Był także szefem rady nadzorczej Funduszu Górnośląskiego.
Od 1971 należał do Zjednoczonego Stronnictwa Ludowego, w 1990 przystąpił do Polskiego Stronnictwa Ludowego. Był radnym miasta i gminy Olkusz, przewodniczył komisji budżetowej. Do 2003 kierował śląskimi strukturami partii, później został członkiem zarządu wojewódzkiego i rzecznikiem dyscyplinarnym. W 2002 i 2010 bez powodzenia kandydował do sejmiku śląskiego, natomiast w 2001, 2005, 2007 i 2015 – do Sejmu (uzyskując odpowiednio 205, 111, 196 i 59 głosów).
19 listopada 2008 został powołany na stanowisko wicemarszałka województwa śląskiego w miejsce odwołanego za zarzuty o nepotyzm Mariana Ormańca. W czerwcu 2010 wystartował w wyborach uzupełniających do Senatu w okręgu nr 30, zajmując ostatnie, trzecie miejsce z 81 561 głosami. 10 grudnia 2010 zakończył pełnienie funkcji wicemarszałka w związku z upływem kadencji zarządu. W 2010 i 2014 kandydował na prezydenta Katowic, zajmując dwukrotnie ostatnie miejsce z odpowiednio 2,47% (4. miejsce) i 0,33% poparcia (8. miejsce). W 2013 powołany w skład rady nadzorczej Kolei Śląskich.